# Hartford (Illinois)
Hartford es una villa ubicada en el condado de Madison en el estado estadounidense de Illinois. En el Censo de 2020 tenía una población de 1,185 habitantes y una densidad poblacional de 88.57 personas por km².
Lugar de nacimiento del actor Clint Walker.

## Geografía
Hartford se encuentra ubicada en las coordenadas 38°48′47″N 90°5′32″O / 38.81306, -90.09222. Según la Oficina del Censo de los Estados Unidos, Hartford tiene una superficie total de 12.65 km², de la cual 12.08 km² corresponden a tierra firme y (4.5%) 0.57 km² es agua.

## Demografía
Según el censo de 2010, había 1429 personas residiendo en Hartford. La densidad de población era de 112,97 hab./km². De los 1429 habitantes, Hartford estaba compuesto por el 96.57% blancos, el 0.35% eran afroamericanos, el 0.14% eran amerindios, el 0.63% eran asiáticos, el 0.21% eran isleños del Pacífico, el 0.63% eran de otras razas y el 1.47% pertenecían a dos o más razas. Del total de la población el 0.98% eran hispanos o latinos de cualquier raza.